# Qapānvarī (ort i Iran)
Qapānvarī (persiska: قپانوری) är en ort i Iran.   Den ligger i provinsen Lorestan, i den nordvästra delen av landet, 300 km sydväst om huvudstaden Teheran. Qapānvarī ligger 2 171 meter över havet och antalet invånare är 266.
Terrängen runt Qapānvarī är lite kuperad. Runt Qapānvarī är det tätbefolkat, med 257 invånare per kvadratkilometer. Närmaste större samhälle är Borujerd, 16,0 km sydväst om Qapānvarī. Trakten runt Qapānvarī består i huvudsak av gräsmarker.